# OR2T10
OR2T10 (англ. Olfactory receptor family 2 subfamily T member 10) – білок, який кодується однойменним геном, розташованим у людей на короткому плечі 1-ї хромосоми.  Довжина поліпептидного ланцюга білка становить 312 амінокислот, а молекулярна маса — 35 403.
| 10         |  | 20         |  | 30         |  | 40         |  | 50         |
| ---------- |  | ---------- |  | ---------- |  | ---------- |  | ---------- |
| MRLANQTLGG |  | DFFLLGIFSQ |  | ISHPGRLCLL |  | IFSIFLMAVS |  | WNITLILLIH |
| IDSSLHTPMY |  | FFINQLSLID |  | LTYISVTVPK |  | MLVNQLAKDK |  | TISVLGCGTQ |
| MYFYLQLGGA |  | ECCLLAAMAY |  | DRYVAICHPL |  | RYSVLMSHRV |  | CLLLASGCWF |
| VGSVDGFMLT |  | PIAMSFPFCR |  | SHEIQHFFCE |  | VPAVLKLSCS |  | DTSLYKIFMY |
| LCCVIMLLIP |  | VTVISVSYYY |  | IILTIHKMNS |  | VEGRKKAFTT |  | CSSHITVVSL |
| FYGAAIYNYM |  | LPSSYQTPEK |  | DMMSSFFYTI |  | LTPVLNPIIY |  | SFRNKDVTRA |
| LKKMLSVQKP |  | PY         |  |            |  |            |  |            |

A: Аланін

C: Цистеїн

D: Аспарагінова кислота

E: Глутамінова кислота

F: Фенілаланін

G: Гліцин

H: Гістидин

I: Ізолейцин

K: Лізин

L: Лейцин

M: Метіонін

N: Аспарагін

P: Пролін

Q: Глутамін

R: Аргінін

S: Серин

T: Треонін

V: Валін

W: Триптофан

Кодований геном білок за функціями належить до рецепторів, g-білокспряжених рецепторів, білків внутрішньоклітинного сигналінгу. 
Локалізований у клітинній мембрані.